# Yamamoto (cràter)
Yamamoto és un cràter d'impacte lunar molt danyat, que es troba al nord de la gran plana emmurallada del cràter D'Alembert. Al nord-nord-est es troba el cràter Avogadro. Aquest element es localitza en l'hemisferi nord de la cara oculta de la Lluna.

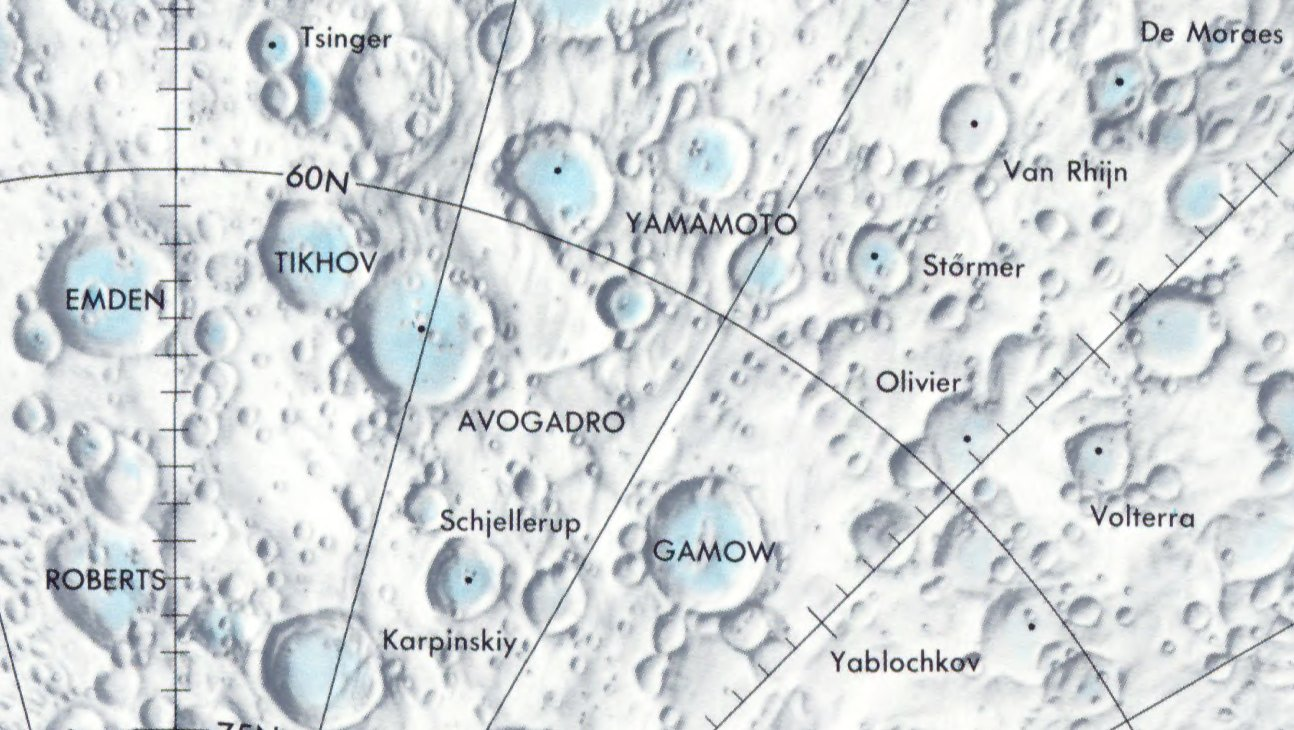
Localització de Yamamoto (centre de la meitat superior de la imatge)

Diverses parts de la vora del cràter estan cobertes per impactes posteriors, particularment en la secció nord-est, que ha estat gairebé completament esborrada. La part sud-oest del sòl és més irregular que la resta de l'interior, i pot haver estat coberta per materials ejectats procedents de D'Alembert o d'algun altre cràter. El sòl nord-est és relativament pla i sense trets distintius.

## Canvis de nom
L'antic cràter satèl·lit Yamamoto W (62° 36′ N, 155° 30′ E / 62.6°N,155.5°E, (Yamamoto W)) va ser canviat el nom en 1997 com Oberth, per la qual cosa Yamamoto va deixar de tenir cràters satèl·lit.